# Shandong Airlines
Shandong Airlines is een Chinese luchtvaartmaatschappij met haar thuisbasis in Jinan.

## Geschiedenis
Shandong Airlines is opgericht in 1991 door China Eastern Airlines. De eerste vlucht was in 1994. In 2001 werd het na een reorganisatie een van de dochtermaatschappijen van de Shandong Aviation Groep. In 2003 werd een dochteronderneming opgericht onder de naam Shandong Airlines Rainbow Jet. In 2004 nam Air China een meerderheidsbelang in Shandong Airlines. Op 21 april 2014 heeft Shandong Airlines zich ertoe verbonden 50 Boeing 737's te bestellen, waaronder 16 Next-Generation 737's en 34 737 MAX toestellen.

## Vloot
De vloot van Shandong Airlines in december 2023:
- 3 Boeing B737-700
- 123 Boeing B737-800
- 8 Boeing B737 MAX 8

### Bestemmingen
Shandong Airlines voert lijnvluchten uit naar: (december 2023)
Binnenland:
- Changchun, Changsha, Chengdu, Chongqing, Dalian, Dongsheng, Dunhuang, Fuzhou, Guangzhou, Guilin, Guiyang, Haikou, Hangzhou, Harbin, Hefei, Hohhot, Jinan, Jining, Karamay, Kasjgar, Kunming, Lanzhou, Linyi, Nanjing, Nanning, Ningbo, Peking, Qingdao, Shenyang, Shenzhen, Simao, Shanghai, Taiyuan, Tianjin, Ürümqi, Wenzhou, Wuhan, Xiamen, Xi'an, Xining, Yantai, Yinchuan, Zhengzhou, Zhuhai.

- Hongkong

Buitenland:
- Bangkok, Busan, Chiang Mai, Daegu, Delhi, Jakarta, Osaka, Phnom Penh, Phuket, Seoel, Singapore, Taipei, Tokio.